# GTO (дорама)
GTO (Great Teacher Onizuka) — японский телесериал, снятый по мотивам одноимённой манги Тору Фудзивара.

## Сюжет
Онидзука Эйкити, бывший член банды «Онибаку», мечтает стать учителем, но не видит для себя шансов, так как для работы учителем нужно престижное образование. Неожиданно узнав от друга, что сегодня проходит последний день собеседования в одной частной школе, он сразу же мчится туда. Получив отказ на собеседовании, он сразу же ввязывается в конфликт с завучем, когда тот пренебрежительно отзывается о двух учениках школы. Казалось бы, карьера Онидзуки закончилась так и не начавшись, но благодаря поддержке директора школы, которая увидела в нём задатки великого учителя, ему всё же удаётся поступить в лицей «Сэйрин» (бук. «Святой Лес») и он становится классным руководителем самого проблемного класса. Ученики моментально объявляют новому преподавателю войну, но искренность и простота Онидзуки позволяют ему мало-помалу завоевать уважение как учеников, так и их родителей, а также преподавательского коллектива.
Все попытки выгнать Онидзуку из школы по причине его профессиональной некомпетентности заканчиваются неудачей из-за непосредственности, простоты и педагогического таланта молодого учителя. Он компенсирует ветер в голове искренним энтузиазмом и настойчивостью.

## В главных ролях
- Такаси Соримати — Эйкити Онидзука
- Нанако Мацусима — Адзуса Фуюцуки
- Ёсукэ Кубодзука — Ёсито Кикути
- Айми Накамура — Мияби Айдзава
- Кирари — Нанако Мидзуки
- Хироюки Икэути — Кунио Мураи
- Юта Ямадзаки — Масару Ватанабэ
- Хидэнори Токуяма — Кэндзи Ёда
- Мики Курода — Томоко Номура
- Сюн Огури — Нобору Ёсикава
- Наохито Фудзики — Рюдзи Саэдзима
- Макико Эсуми — медсестра

## Съёмочная группа
- Режиссёр: Масаюки Судзуки
- Автор сценария: Юкава Кадзухико
- Композитор: Такаюки Хаттори

## Специальный выпуск
В июне 1999 года в японский телеэфир вышел двухчасовой специальный эпизод, по сюжету которого Онидзуку посылают преподавать в школу для девушек.
Кроме как в качестве продолжения, эпизод выпускался с целью рекламы стартовавшего на следующий день аниме-сериала.

## Фильм
В декабре 1999 года на киноэкраны Японии вышел полнометражный кинофильм. По сюжету Онидзука приезжает на Хоккайдо, чтобы преподавать в местной школе. Здесь он в очередной раз помогает трудным подросткам разобраться со своей жизнью, а также пытается отделаться от назойливой журналистки, которая повсюду его преследует.